# Сифункулятозы
Сифункулятозы (siphunculatosis) — энтомозы, вызываемые вшами.

## Этиология
Возбудители — вши (Anoplura или Siphunculata) являются эктопаразитическими гематофагами. Паразитируют у млекопитающих, включая человека.
Вши развиваются путём неполного превращения. Самка откладывает яйца — гниды, приклеивая их к волосам хозяев маточным секретом. Через 10-18 дней из гнид выходят личики. После трёх линек, протекающих в среднем за 10—14 дней, они становятся половозрелыми.

## Вши у человека
У человека вши вызываю педикулёзы (головной педикулёз и платяной педикулёз) и фтириаз. Вши могут передавать человеку при укусах возбудителей трансмиссивных болезней.

## Вши животных
На крупном рогатом скоте паразитируют виды: Haematopinus eurysternus, Linognathus vituli, Solenopotes capillatus; на лошадях и ослах — Haematopinus asini; на свиньях — Haematopinus suis; на собаках — Linognathus setosus.
Вши питаются кровью животных, вызывая зуд (усиливается ночью) в местах укуса. Расчёсывая поражённые вшами участки тела, животные травмируют кожу. Развиваются дерматиты, выпадают волосы. Выступившая из царапин кровь засыхает и образует корки. Далее кожа грубеет, теряет эластичность, становится шероховатой и шелушится. Инвазированные животные снижают упитанность; молодые животные отстают в росте и могут погибнуть.
Вши могут быть переносчиками возбудителей рожи свиней, сальмонеллёзов.